# Инь Чэнчжэнь
Инь Чэнчжэ́нь (кит. трад. 殷承禎, упр. 殷承祯, пиньинь Yīn Chéngzhēn; 1915 — 5 января 1990, Пекин, КНР) — китайский военачальник и государственный деятель, министр финансов КНР (1967—1975).

## Биография
В 1930 году поступил на службу в Красную армии Китая, в 1931 году был принят в ряды КПК.
Служил на интендантских и финансовых должностях в НОАК, в годы Второй Японо-китайской войны являлся заместителем командующего на северо-восточном направлении по вопросам тылового обеспечения в провинциях Ляонин и Цзилинь, затем — заместителем командующего по тылу Четвёртой армии.
После образования в 1949 году КНР занял пост заместителя министра финансов-начальника Главного управления материально-технического снабжения НОАК. В 1964 году ему было присвоено воинское звание генерал-майора.
В период «Культурной революции» занимал пост министра финансов КНР (1967—1975).
В январе 1975 года был отправлен на пенсию.